# Lone Ranger : Naissance d'un héros
Cet article concerne le film de 2013. Pour le personnage et les autres adaptations, voir The Lone Ranger.
Pour plus de détails, voir Fiche technique et Distribution.
Lone Ranger : Naissance d'un héros ou The Lone Ranger : Le Justicier masqué au Québec (The Lone Ranger) est un western américain réalisé par Gore Verbinski et sorti en 2013. Il met en scène du personnage du même nom créé par George W. Trendle et apparu dans un feuilleton radiophonique dans les années 1930.
Johnny Depp y incarne le guerrier comanche Tonto. Armie Hammer interprète quant à lui John Reid, un ancien défenseur de la loi, est devenu le justicier légendaire The Lone Ranger. Ces deux héros à part, avec l'aide de l'esprit cheval (un cheval très spécial), vont devoir apprendre à faire équipe pour affronter le pire de la cupidité et de la corruption ainsi que pour assouvir leurs vengeances respectives.
Le film est un échec critique et commercial à sa sortie. Il figure parmi les plus gros échecs au box-office.

## Synopsis
En 1933, Will, un petit garçon déguisé en cowboy s'aventure dans un pavillon dédié à la conquête de l'Ouest dans une fête foraine. À l'intérieur, Il y découvre un vieil Amérindien qui prend la pose pour gagner sa vie. Le garçon le reconnait comme Tonto, le guerrier Comanche fidèle allié du Ranger Solitaire (Lone Ranger en VO), un justicier masqué qui aidait les persécutés. Tonto décide alors de lui raconter son histoire.
En 1869, l'avocat John Reid retourne dans sa ville natale de Colby au Texas via la ligne en construction du Transcontinental du magnat Latham Cole. À l'intérieur du train se trouvent également deux prisonniers : Butch Cavendish, qui doit être pendu, et Tonto. Avant l'arrivée à la gare, le gang de Butch libère son chef et cause le déraillement du train. Tonto est emprisonné et le frère de John, Dan, fait de lui un Texas Ranger pour les aider à traquer Butch. Arrivés dans un défilé rocheux, Collins, l'un des adjoints de John, les trahit et tous les Rangers sont tués dans une embuscade à l'exception de Dan. Par vengeance d'avoir été arrêté par Dan, Butch le torture et lui dévore le cœur. Tonto, qui s'est échappé et a vu toute la scène, décide d'enterrer les hommes, mais un cheval blanc (un esprit dans les légendes indiennes) apparaît et lui montre que John est juste blessé. Après avoir été remis sur pied, Tonto lui explique toute l'histoire et lui confectionne un masque pour éviter qu'il soit reconnu et faire ainsi croire à sa mort. Tonto lui donne également une balle d'argent pour tuer Cavendish qu'il considère être un esprit du mal, un Wendigo.
Se rendant dans un Hell on Wheels dont Collins avait parlé à John, les deux hommes font la connaissance d'une matrone, Red Harrington, qui leur indique que Dan et Collins s'étaient battus à propos d'une pierre d'argent. John et Tonto sont forcés de fuir lorsque la foule menace de lyncher le comanche. En effet, Butch et ses hommes se sont déguisés en indiens pour attaquer les fermes des alentours. John et Tonto arrivent trop tard pour empêcher l'enlèvement de Rebecca et de Danny, la femme et le fils de Dan. Dans son repaire, Butch ordonne à Collins de les tuer mais l'ancien Ranger regrette ses actions et fait mine de tirer tout en leur ordonnant de fuir. Il est tué par un mystérieux cavalier, et Rebecca et Danny sont à nouveau capturés. De son côté, Cole, jugeant que les indiens ont violé les traités de paix, dépêche le Capitaine Jay Fuller et sa compagnie pour éliminer les tribus. John et Tonto, eux, trouvent des rails de chemins de fer en essayant de remonter la trace de Butch mais sont capturés par des Comanches. Le chef de la tribu explique alors à John l'histoire de Tonto : quand il est était un petit garçon, il trouva deux blancs sur le point de mourir en plein désert. Il les ramena dans sa tribu qui les soigna. Quelque temps plus tard, les deux hommes trouvèrent de l'argent dans la rivière et demandèrent à Tonto de les mener au filon en échange d'une montre. Tonto leur indiqua et, après avoir rempli leur sacoches de minerai, les deux hommes massacrèrent la tribu pour garder l'endroit secret. Seul Tonto en réchappa et le garçon décida de retrouver les « Wendigos » pour se venger.
Les comanches les enterrent vivants mais les deux compagnons profitent de l'arrivée de la cavalerie pour s'enfuir. Tonto conduit John jusqu'à la mine que Butch exploite. Sur le point de le tuer avec la balle d'argent, John refuse et emmène le hors-la-loi jusqu'au train de Cole pour qu'il soit jugé. John retrouve Rebecca et Danny mais est cependant fait prisonnier quand Cole se révèle être l'associé et le frère de Butch. Le capitaine Fuller les rejoint par peur d'être accusé de crimes de guerre en ayant attaqué des tribus pacifiques. Le train se rend jusqu'à la mine où John doit être exécuté mais Tonto le libère en profitant de l'attaque des Comanches qui se font massacrer. À nouveaux seuls, les deux hommes décident d'arrêter Cole une bonne fois pour toutes.
Quelques jours plus tard, la voie est achevée et lors d'une cérémonie, Cole annonce prendre le contrôle total de la compagnie de chemin de fer grâce à l'argent de la mine. Dans les montagnes, John et Tonto détruisent un pont qui franchit une rivière avec de la nitroglycérine volée à Cole. Aidé de Red, Tonto vole la locomotive remplie d'argent, et Cole, Butch et le Capitaine Fuller se lancent à sa poursuite avec un autre train (dans lequel Rebecca et Danny sont retenus captifs), lui-même poursuivi à cheval par John. À la suite d'une course poursuite haletante, Butch et Fuller sont tués et Rebecca et Danny sauvés. Tonto saute du train non sans avoir redonné sa montre à Cole qui est précipité dans la rivière et qui meurt, écrasé par le minerai d'argent.
De retour en ville, les citoyens demandent à John de devenir un membre des forces de l'ordre mais le héros refuse, estimant que d'autres personnes auront besoin de son aide. Surnommé « Le Ranger Solitaire », il part avec Tonto pour de nouvelles aventures. De retour en 1933, le garçon ne croit pas à la véracité de cette histoire. Tonto lui dit alors que c'est à lui de décider et lui remet une balle d'argent avant de disparaître en se transformant en corbeau. Inspiré, Will remet son masque sur son visage.

## Fiche technique
- Titre original : The Lone Ranger
- Titre français : Lone Ranger : Naissance d'un héros
- Titre québécois : The Lone Ranger : Le Justicier masqué
- Réalisation : Gore Verbinski
- Scénario : Ted Elliott, Terry Rossio et Justin Haythe, d'après The Lone Ranger de Fran Striker et George W. Trendle
- Musique : Hans Zimmer
- Direction artistique : Jon Billington
- Décors : Jess Gonchor (en)
- Photographie : Bojan Bazelli
- Production : Jerry Bruckheimer
- Sociétés de production : Jerry Bruckheimer Films et Silver Bullet Productions
- Société de distribution : Walt Disney Pictures (États-Unis)
- Budget : 215 000 000 de dollars[1]
- Pays de production :  États-Unis
- Langue originale : anglais
- Format : couleur - 35 mm - 2,35:1 - son Dolby Digital
- Genre : western, action
- Dates de sortie[2] : 
  - États-Unis, Canada : 3 juillet 2013
  - France, Belgique : 7 août 2013

## Distribution
| |  |  |
| Johnny Depp et Armie Hammer lors de la première du film, le 22 juin 2013, à Disney California Adventure. |  |  |

- Johnny Depp (VF : Bruno Choël ; VQ : Gilbert Lachance) : Tonto
- Armie Hammer (VF : Pierre Tessier ; VQ : Alexandre Fortin) : John Reid / The Lone Ranger
- Helena Bonham Carter (VF : Laurence Bréheret ; VQ : Camille Cyr-Desmarais) : Red Harrington
- William Fichtner (VF & VQ : Patrick Chouinard) : Butch Cavendish
- Tom Wilkinson (VF : Jean-Yves Chatelais ; VQ : Guy Nadon) : Latham Cole
- Barry Pepper (VF : David Kruger ; VQ : Marc Bellier) : le capitaine Jay Fuller
- Ruth Wilson (VF : Ingrid Donnadieu ; VQ : Émilie Bibeau) : Rebecca Reid
- James Badge Dale (VF : Jean-Baptiste Marcenac ; VQ : Frédéric Paquet) : Dan Reid
- Harry Treadaway (VF : Brice Ournac ; VQ : Hugolin Chevrette) : Frank
- Stephen Root (VF : Vincent Grass) : Lewis Habberman
- Lew Temple : Hollis, un ranger
- Kevin Wiggins (VF : Jean-Marc Charrier) : Clayton
- Bryant Prince (VF : Octave Jagora ; VQ : Gabriel Bissonnette) : Danny
- Mason Cook (VF : Victor Quilichini ; VQ : Xavier Laplante) : Will
- Christopher Hagen (VF : Frédéric Cerdal) : le prêtre
- James Frain : Barret
- Chad Brummett (VF : Joachim Salinger) : Martin
- Tina Parker (VF : Christèle Billault) : Helen
- Matt O'Leary : Skinny

Sources et légende : Version française (V. F.) sur RS Doublage et sur AlloDoublage et Version québécoise (V. Q.) sur Doublage Québec

## Production
The Lone Ranger est un personnage de fiction américain, et plus précisément de western, apparu dans un feuilleton radiophonique écrit par Fran Striker en 1933, puis dans une série télévisée de 1949 à 1957. Peu connu en France, il est un symbole de la culture pop américaine.
Le projet a eu du mal à voir le jour car le budget de départ était de 260 000 000 de dollars et le studio Disney en a d'abord refusé le financement. Des économies ont été faites sur les effets spéciaux, le scénario a été revu et le budget a été abaissé à 215 000 000 de dollars, permettant à Disney de donner son feu vert.

## Sortie et accueil

### Date de sortie
Le 31 mai 2013, Walt Disney Pictures annonce que la recette des billets à 1 000 $ de la première de The Lone Ranger sera reversée à un fonds culturel amérindien et le 1er juin suivant que la cérémonie de première mondiale du film aura lieu le 22 juin dans le parc Disney California Adventure. Elle a pris place dans la salle de spectacle Hyperion Theatre du parc. Auparavant, le film a été projeté en avant-première le 8 juin 2013 à Lawton devant la communauté comanche. Lors de la première du film au Festival du film de Taormina le 22 juin 2013, le film a été diffusé en italien à la dernière minute et non en anglais sous-titré pour éviter le piratage, le film n'étant pas encore sorti aux États-Unis.
Le 6 août 2013, Disney prévoit un manque à gagner de 190 millions de dollars sur Lone Ranger,. À fin 2013, le film a rapporté 260,5 millions de dollars dans le monde, dont environ 90 millions aux États-Unis.

### Accueil critique
Le film reçoit à sa sortie des critiques globalement négatives. Sur le site Rotten Tomatoes, il n'obtient que 31 % de critiques positives, pour 250 critiques compilées et une note moyenne de 4,9⁄10. Le consensus suivant résume les critiques compilées par le site : « Armie Hammer et Johnny Depp forment une paire de protagonistes attrayantes, mais ils ne suffisent pas à compenser le scénario fade, la longueur gonflée et l'action tonitruante de The Lone Ranger ». Sur Metacritic, qui utilise une moyenne pondérée, le film obtient une note de 37⁄100 pour 45 critiques.
Sur le site AlloCiné, qui recense 27 critiques de presse, le film obtient la note moyenne de 3,5⁄5
.
Pour Le Figaro, le film est un « désastre artistique. Le scénario part tous azimuts et se noie dans les références lourdingues à Sergio Leone et John Ford. On a surtout une impression de déjà-vu. Lone Ranger, c'est Pirates des Caraïbes à la sauce western. […] Ce western « postmoderne », selon son réalisateur, ne trouve pas sa voie entre la comédie au second degré, la parodie et le drame pur et dur. Les scènes d'action, certes spectaculaires, s'étirent en longueur. Maigre consolation : il n'y aura pas de suite ! »
Pour Le Monde, Noémie Luciani déplore un pâle remake de Pirates des Caraïbes au Far West : « des Caraïbes au Texas et des pirates aux Indiens, la distance est en réalité si faible qu'elle tient du trop proche voisinage. Les visages varient parfois, mais pas les caractères : [...] faux Indien resté pirate, Johnny Depp, la face blanchie et le chef surmonté d'un corbeau mort, déroule mécaniquement un jeu extravagant qui a bien eu, en dix années de Caraïbes, le temps de se couvrir de rouille. [...] sa belle souplesse faciale d'antan tient désormais de la routine sportive. » Elle ajoute que « ce film pensé comme l'un des blockbusters de l'été est en bonne voie de connaître un échec cuisant sur ses propres terres, n'y récoltant que 85 millions de dollars depuis sa sortie le 3 juillet dans les salles américaines. »
Pour Mad Movies, Cédric Delelée s'enthousiasme « On n'avait pas vu s'opérer un tel équilibre entre comédie et western depuis Retour vers le futur 3. Mais c'est grâce à sa mise en scène exemplaire que Lone Ranger s'impose comme un divertissement haut de gamme. »
Pour Les Inrockuptibles, Jacky Goldberg nuance « Cette volonté de résumer tous les westerns en un, si elle est un peu bourrative [...], est surtout réjouissante en ce qu'elle vise au spectacle total, candide plus que roublard. »
Pour Télérama, Cécile Mury déplore « Lourdement peinturluré et coiffé d'un corbeau empaillé, Johnny Depp a l'air ailleurs. Encore plus que d'habitude. Son déguisement semble le fatiguer presque autant que le reste : les coups de feu, les chevauchées et les multiples péripéties bondissantes de ce western familial à gros budget. Bref, il n'a pas l'air de croire beaucoup ni à son rôle de Tonto, le Comanche un peu foufou acolyte du héros, ni au film lui-même. Le public américain n'a pas suivi non plus. ».
Pour L'Express, Éric Libiot décrète « C'est un truc tout bête et on s'étonne que ni Johnny Depp ni Gore Verbinski n'aient vu le mur leur arriver dans le nez. Pour tenir la distance sur deux heures trente de film, il faut avoir une histoire costaude à raconter et ne pas estimer que les beaux yeux de JD ou le savoir-faire de GV suffira à combler le quidam. Lone Ranger... est trop long, interminable même, et ce défaut se transforme vite en prétention de la part d'une production décidée à jouer les gros bras devant un public forcément émerveillé. Eh bien, non. »
Depp, Hammer et Bruckheimer accusèrent la critique de partialité et d'être responsable de l'échec du film.

### Box-office
Le film est un échec commercial. C'est même l'un des plus gros échecs au box-office de l'histoire.
| Pays ou région | Box-office                       | Date d'arrêt du box-office | Nombre de semaines |
| -------------- | -------------------------------- | -------------------------- | ------------------ |
| États-Unis     | 89 302 115 $,                    | 6 octobre 2013             | 14                 |
| France         | 1 175 483 entrées (10 264 980 $) | 24 septembre 2013          | 7                  |
| Monde          | 260 502 115 $                    | 20 octobre 2014            | -                  |

## Distinctions

### Nominations
- Oscars du cinéma 2014 : 
  - Meilleurs maquillages et coiffures pour Joel Harlow et Gloria Pasqua-Casny
  - Meilleurs effets visuels pour Tim Alexander, Gary Brozenich, Edson Williams et John Frazier